# Montserrat Brotons Pascual
Montserrat Brotons Pascual (Benialbeirg, España: 16 de septiembre de 1998) es una baloncetista española. 

## Trayectoria
Juega como Pivot. Empezó a practicar el baloncesto en el Club Alcoyano de Baloncesto, y el Cabo Mar de Alicante. Con quince años se incorporó al equipo federativo del Siglo XXI de la Liga Femenina 2.  Tres años después, se marchó a jugar a la NCAA con Oral Roberts Golden Eagles  durante cuatro temporadas (2016-2020). Regresó  a la competición estatal, fichando por el Embutidos Pajariel Bembibre, y debutando en la Liga Femenina . La temporada siguiente fichó por la Agrupación Deportiva Sedis Baloncesto,  con el que ha ganado tres Ligas catalanas (2021, 2022, 2023), ha disputado la fase final de la Copa de la Reina (2022) y el EuroCup Femenina. Después de tres temporadas, el verano de 2024 fichó por el Araski AES de Vitoria-Gasteiz. 
Fue internacional con la selección española en categorías de formación.

## Clubes
- 2015-2016: Sigle XXI. L.F.-2
- 2016-2020: Oral Roberts Golden Eagles. NCAA.
- 2020-2021: Embutidos Pajariel. L.F. Endesa.
- 2021-2023: Cadi la Seu. L.F. Endesa.
- 2024.2025: Araski AES. L.F. Endesa.